# Don't You Want Me
"Don't You Want Me" là một bài hát của nhóm nhạc người Anh quốc The Human League nằm trong album phòng thu thứ ba của họ, Dare (1981). Nó được phát hành như là đĩa đơn thứ tư trích từ album vào ngày 27 tháng 11 năm 1981 bởi Virgin Records, đồng thời là đĩa đơn đầu tiên của họ ở thị trường Hoa Kỳ. Bài hát được đồng viết lời bởi những thành viên của nhóm lúc bấy giờ là Jo Callis, Philip Oakey và Philip Adrian Wright, trong khi phần sản xuất được thực hiện bởi Martin Rushent, cộng tác viên quen thuộc xuyên suốt sự nghiệp của The Human League. Được lấy cảm hứng từ câu chuyện của một cô gái trên một bài báo thuộc tạp chí phụ nữ cũng như bộ phim năm 1976 A Star Is Born, "Don't You Want Me" là một bản new wave kết hợp với những yếu tố từ synthpop mang nội dung đề cập đến cuộc gặp gỡ giữa một người đàn ông và một cô hầu bàn ở một câu lạc bộ, trước khi anh biến cô thành một ngôi sao nhưng tình yêu của họ đã trở nên tồi tệ sau đó.
Sau khi phát hành, "Don't You Want Me" nhận được những phản ứng tích cực từ các nhà phê bình âm nhạc, trong đó họ đánh giá cao giai điệu bắt tai và quá trình sản xuất nó, cũng như gọi đây là một điểm nhấn nổi bật từ Dare. Bài hát cũng tiếp nhận những thành công vượt trội về mặt thương mại, đứng đầu các bảng xếp hạng ở Bỉ, Canada, Ireland, New Zealand, Na Uy và Vương quốc Anh, nơi nó trụ vững ở ngôi vị quán quân trong năm tuần liên tiếp và trở thành đĩa đơn bán chạy nhất mùa Giáng sinh năm 1981 tại đây, đồng thời lọt vào top 10 ở hầu hết những quốc gia nó xuất hiện, bao gồm vươn đến top 5 ở nhiều thị trường lớn như Úc, Đức, Hà Lan, Tây Ban Nha, Thụy Điển và Thụy Sĩ. Tại Hoa Kỳ, "Don't You Want Me" đạt vị trí số một trên bảng xếp hạng Billboard Hot 100 trong ba tuần liên tiếp, trở thành đĩa đơn quán quân đầu tiên của nhóm tại đây. Tính đến nay, nó đã bán được hơn 7.4 triệu bản trên toàn cầu, trở thành một trong những đĩa đơn bán chạy nhất mọi thời đại.
Video ca nhạc cho "Don't You Want Me" được đạo diễn bởi Steve Barron sau khi Virgin Records nhận thức được tầm quan trọng của video âm nhạc trong việc quảng bá một tác phẩm âm nhạc, với kênh truyền hình MTV được ra mắt vào cùng năm phát hành, trong đó mang bối cảnh ở phim trường của một bộ phim bí ẩn giết người, với những thành viên The Human League trong vai những diễn viên và nhân viên sản xuất của bộ phim. Được ghi nhận là bài hát trứ danh trong sự nghiệp của nhóm, bài hát đã được hát lại và sử dụng làm nhạc mẫu bởi nhiều nghệ sĩ, như Neon Trees, Alcazar, Mandy Smith và dàn diễn viên của Glee, cũng như xuất hiện trong những tác phẩm điện ảnh và truyền hình, bao gồm Cold Case, CSI: Crime Scene Investigation, Doctors, GLOW, Nip/Tuck và Prisoner. Ngoài ra, "Don't You Want Me" còn nằm trong nhiều album tuyển tập của The Human League, bao gồm Greatest Hits (1988), The Very Best of The Human League (1998) và Original Remixes & Rarities (2005).

## Danh sách bài hát
Đĩa 7" tại châu Âu và Anh quốc
1. "Don't You Want Me" – 3:57
2. "Seconds" – 4:59

Đĩa 12" tại châu Âu
1. "Don't You Want Me" – 3:57
2. "Seconds" – 4:59
3. "Do or Die" – 5:23

Đĩa 12" tại Anh quốc
1. "Don't You Want Me" – 3:57
2. "Seconds" – 4:59
3. "Don't You Want Me (Dance phối mở rộng)" – 7:30

## Xếp hạng
| Bảng xếp hạng (1981)                | Vị trí cao nhất |
| ----------------------------------- | --------------- |
| Úc (Kent Music Report)              | 4               |
| Bỉ (Ultratop 50 Flanders)           | 1               |
| Canada (RPM)                        | 2               |
| Pháp (IFOP)                         | 13              |
| Đức (Official German Charts)        | 5               |
| Ireland (IRMA)                      | 1               |
| Ý (FIMI)                            | 10              |
| Hà Lan (Dutch Top 40)               | 5               |
| Hà Lan (Single Top 100)             | 6               |
| New Zealand (Recorded Music NZ)     | 1               |
| Na Uy (VG-lista)                    | 1               |
| Nam Phi (Springbok Radio)           | 2               |
| Tây Ban Nha (AFYVE)                 | 2               |
| Thụy Điển (Sverigetopplistan)       | 3               |
| Thụy Sĩ (Schweizer Hitparade)       | 4               |
| Anh Quốc (OCC)                      | 1               |
| Hoa Kỳ Billboard Hot 100            | 1               |
| Hoa Kỳ Dance Club Songs (Billboard) | 3               |
| Hoa Kỳ Mainstream Rock (Billboard)  | 4               |

| Bảng xếp hạng (1981)                 | Vị trí |
| ------------------------------------ | ------ |
| UK Singles (Official Charts Company) | 83     |
| Bảng xếp hạng (1982)                 | Vị trí |
| Australia (Kent Music Report)        | 37     |
| Belgium (Ultratop 50 Flanders)       | 31     |
| Canada (RPM)                         | 8      |
| Germany (Official German Charts)     | 54     |
| Italy (FIMI)                         | 33     |
| Netherlands (Dutch Top 40)           | 49     |
| Netherlands (Single Top 100)         | 66     |
| New Zealand (Recorded Music NZ)      | 8      |
| South Africa (Springbok Radio)       | 16     |
| US Billboard Hot 100                 | 6      |
| US Hot Dance Club Songs (Billboard)  | 5      |

| Bảng xếp hạng (1980-89)              | Vị trí |
| ------------------------------------ | ------ |
| UK Singles (Official Charts Company) | 5      |

| Bảng xếp hạng                        | Vị trí |
| ------------------------------------ | ------ |
| UK Singles (Official Charts Company) | 43     |
| US Billboard Hot 100                 | 179    |

## Chứng nhận
| Quốc gia | Chứng nhận | Số đơn vị/doanh số chứng nhận |
| --- | ---------- | ----------------------------- |
| Canada (Music Canada) | Bạch kim   | 150.000^                      |
| Anh Quốc (BPI) | Bạch kim   | 1,781,776                     |
| Hoa Kỳ (RIAA) | Vàng       | 1.000.000^                    |
| * Chứng nhận dựa theo doanh số tiêu thụ. ^ Chứng nhận dựa theo doanh số nhập hàng. ‡ Chứng nhận dựa theo doanh số tiêu thụ và phát trực tuyến. |            |                               |